# Amy Farrington
Amy Farrington (n. 20 de septiembre de 1966) es una actriz y modelo estadounidense que es más conocida por su papel de Stacey Devers en The Michael Richards Show. Nació en Boston, Massachusetts pero se crio en Garland, un suburbio de Dallas, Texas. Después de asistir a un programa de teatro musical en el conservatorio,  trabajó en teatros locales y regionales antes de mudarse a Chicago. En Chicago,  actuó en varios teatros que incluyen el Bailwick Repertory, The Court Theatre y el Steppenwolf Theatre. Veinte obras más tarde,se mudó a Los Ángeles. Su primer trabajo era como regular en un piloto para la NBC, seguido por la serie, "The Michael Richards Show" (2000), para la misma cadena. Protagonizó pilotos en varias cadenas y apareció como invitada y recurrente en numerosas sitcoms incluyendo "Will & Grace" (1998), "Just Shoot Me!" (1997), "Malcolm in the Middle" (2000), "Dos hombres y medio" (2003), "The King of Queens" (1998) y "The New Adventures of Old Christine" (2006).

## Filmografía

### Televisión
- Early Edition (1997-1999) como Harper/ Doctor, 2 episodios
- ER (1998) como Sandy Mader
- Cupid (1998) como Stroller
- The Michael Richards Show (2000) como Stacey Devers, 7 episodios
- Providence (2001) como Liza Gruber
- Malcolm in the Middle (2001-2002) como Karen, 2 episodios
- Becker  (2002) como Judy
- The Drew Carey Show (2002) como Bonnie, 2 episodios
- Happy Family (2003) como Susan, 2 episodios
- Just Shoot Meǃ (2003) como Michelle, 2 episodio
- Good Morning, Miami (2003) como Erika
- Will & Grace (2004) como Phyllis
- The King of Queens (2004) como Emily
- Dos hombres y medio (2004) como Kathleen
- Still Standing (2004) como Emmy
- Center of the Universe (2004) como Marcia Weaver
- Yes, Dear (2005) como Pam
- Stacked (2005) como Marcy
- La Guerra en Casa (2005) como Arlene - la madre de Brenda
- Twins (2006) como Patty
- The New Adventures of Old Christine (2006-2008) como Ali, 4 episodios
- Cavemen (2007) como Sra. Collins
- Salvando a Grace (2007) como Faye
- Back to You (2008) como Margaret, 2 episodios
- Bones (2008) como Kate McNutt
- The Middle (2009) como Gail
- Nip/Tuck (2009) como Abigail Sullivan
- Hung (2009-2011) como Mindy Saline, 4 episodios
- Grey's Anatomy (2010) como Mary May
- Private Practice (2011) como Lisa - la hija de Abe
- El Mentalista (2011) como Melinda Drew
- The Protector (2011) como Kathleen Monroe, 2 episodios
- Harry's Law (2011) como la enfermera Eileen O'Malley
- The Neighbors (2012) como Tracy
- American Horror Story: Asylum (2012) como Sra. Reynolds
- Crash & Bernstein (2013) como Srta. Harris
- Scandal (2013) como Tammy Blakely
- Jessie (2012-2013) como Srta. Devlin, 2 episodios
- The Millers (2013) como Operadora Telefónica
- The McCarthys (2014) como Tía Jean
- Faking It (2014 - 2015) como la madre de Mom, 10 episodios
- The Librarians (2015) como la madre de Amy
- GLOW (2017) como Mallory

### Cine
- Bored Silly (2000) como Srta. Brandt
- Me & My Needs (2001)
- Soul Survivors (2001) como Doctora de Urgencias - Midtown
- Julie Lydecker (2002)
- East of Normal, West of Weird (2005)
- Exit 19 (2009) como Katie
- Hatching Pete (2009) como Doris Ivey
- Ill-Advised (2009) como Karen Kessler
- Ending Up (2013) como Terri
- The Beating (2013) como Doctora de Urgencias
- Cloud 9 (2014) como Andrea Cloud